# Льотчик-космонавт Казахстану
Льо́тчик-космона́вт Казахста́ну (каз. Қазақстанның ғарышкер-ұшқышы) — почесне звання, державна нагорода Республіки Казахстан. Присвоюється громадянам Казахстану, які успішно здійснили програму космічного польоту, зразково виконали поставлені перед ними науково-технічні, дослідницькі і практичні завдання.
Нагорода встановлена у 1993 році на підставі Закону Республіки Казахстан від 1 квітня 1993 року «Про державні нагороди Республіки Казахстан» та постанови Верховної Ради Республіки Казахстан від 1 квітня 1993 року «Про введення в дію Закону „Про державні нагороди Республіки Казахстан“».

## Нагороджені
1. Аубакіров Токтар Онгарбайович;
2. Мусабаєв Талгат Амангельдийович;
3. Маленченко Юрій Іванович;[1]
4. Айдин Айимбетов.

## Інші космонавти, народжені в Казахстані
1. Пацаєв Віктор Іванович
2. Джанібеков Володимир Олександрович
3. Шаталов Володимир Олександрович
4. Лончаков Юрій Валентинович
5. Вікторенко Олександр Степанович